# Otto Brussow
Otto Brussow (* in Stettin; † 1510) war ein deutscher römisch-katholischer Theologe und Hochschullehrer.
Der aus Stettin stammende Otto Brussow wurde 1493 an der Universität Greifswald immatrikuliert. 1496 wurde er zum Magister promoviert. 1502 wurde er Mitglied der Artistenfakultät, deren Dekanat er ab 1503 mehrmals führte, und gleichzeitig ordentlicher Professor der Theologie sowie Domherr am Kollegiatstift von St. Nikolai. 1504, 1506 und 1509 war er Rektor der Hochschule. 
Otto Brussow starb 1510 an der Pest. In seinem Testament vermachte er der Artistenfakultät und dem Franziskanerkloster die siebenbändige Bibel-Postille des Hugo von St. Charo.